# 筆捨山

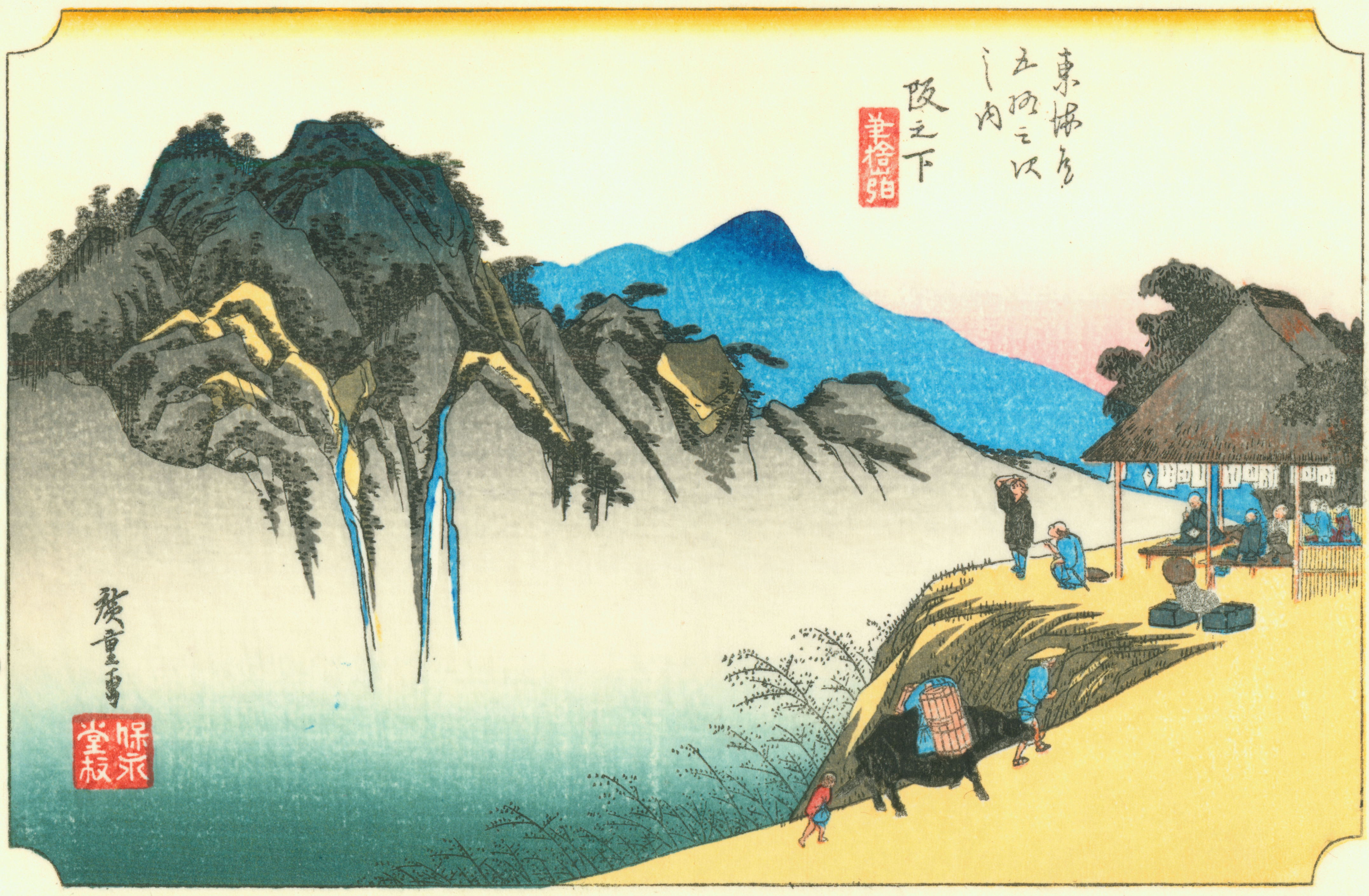
歌川広重

筆捨山（ふですてやま）は、三重県亀山市関町に位置する標高286.2mの山である。

## 概要
鈴鹿山脈を形成する山の一つで鈴鹿峠から見て南東に位置し、鈴鹿国定公園に属している。江戸期には関宿と坂下宿との間の（旧）東海道に沿う形であり、東海道が国道1号へと移ってからは東海道とは鈴鹿川を挟んだ対岸の地となっている。本来、この山の呼称は岩根山であったが、室町時代の絵師である狩野元信が沓掛（関町沓掛）でこの山を描こうとしたところ、2日目に雲や霞が発生して漂ってしまい山の全景が前日とは大きく異なってしまったため、描くのを断念して筆を捨てたことから筆捨山と呼ばれるようになったと伝えられる。
筆捨山は奇岩や怪石を多く有し、山中では松、楓、つつじが生い茂っている。江戸時代から名勝として名高く、東海道中を行き交う人々は対岸の筆捨集落にある茶屋から雪月風花を味わったという。 坂下宿を著した浮世絵の多数はこの筆捨山の景観を描いていた。また、1900年（明治33年）に出版された『鉄道唱歌5集　關西・參宮・南海篇』においても「鈴鹿の山のトンネルを くぐれば早も伊勢の國 筆捨山の風景を 見よや關より汽車おりて」と筆捨山の景観が歌われている。この景観は1978年（昭和53年）に亀山市の名勝に指定された。

## 交通
- JR関西本線 関駅からタクシーで約15分[2]。
- 名阪国道（国道25号） 関インターチェンジ から車で約15分[2]。